# Фалль, Мусса
Мусса Фалль (фр. Moussa Fall; род. 28 августа 1963, Сен-Луи) — сенегальский легкоатлет, специалист по бегу на короткие и средние дистанции. Выступал за национальную сборную Сенегала по лёгкой атлетике в период 1983—1989 годов, дважды серебряный призёр чемпионатов Африки, серебряный призёр Универсиады в Загребе, рекордсмен страны, участник двух летних Олимпийских игр.

## Биография
Мусса Фалль родился 28 августа 1963 года в городе Сен-Луи, Сенегал.
Проходил подготовку в клубе Assi B. Toscana во Флоренции, Италия.
Впервые заявил о себе в лёгкой атлетике на взрослом международном уровне в сезоне 1983 года, когда вошёл в основной состав сенегальской национальной сборной и побывал на чемпионате мира в Хельсинки, где выступил в беге на 400 метров и в эстафете 4 × 400 метров. На четырёхсотметровой дистанции установил свой личный рекорд, показав результат 47,72 секунды, но этого оказалось недостаточно для преодоления четвертьфинальной стадии соревнований. В эстафете остановился на стадии полуфиналов.
В 1984 году на чемпионате Африки в Рабате стал серебряным призёром в беге на 800 метров, уступив в финале только кенийцу Сэмми Коскеи. Благодаря череде удачных выступлений удостоился права защищать честь страны на летних Олимпийских играх в Лос-Анджелесе — стартовал здесь в беге на 800 метров и в эстафете 4 × 400 метров, ни в одной из этих дисциплин квалифицироваться в финал не смог.
После лос-анджелесской Олимпиады Фалль остался в составе легкоатлетической команды Сенегала на ещё один олимпийский цикл и продолжил принимать участие в крупнейших международных соревнованиях. Так, в 1985 году на африканском первенстве в Каире он вновь стал серебряным призёром в беге на 800 метров, в финале снова проиграл кенийцу Сэмми Коскеи.
В 1987 году выиграл серебряную медаль в беге на 800 метров на летней Универсиаде в Загребе, уступив в решающем забеге представителю Югославии Слободану Поповичу. Стартовал на мировом первенстве в Риме, где дошёл до полуфинала.
Находясь в числе лидеров сенегальской национальной сборной, благополучно прошёл отбор на Олимпийские игры 1988 года в Сеуле — здесь так же участвовал в беге на 800 метров и в эстафете 4 × 400 метров, но в финал не вышел. В этом сезоне принимал участие в Финале Гран-при IAAF в Западном Берлине и взял бронзу в дисциплине 800 метров, пропустив вперёд британца Тома Маккина и марокканца Саида Ауита. Кроме того, на соревнованиях в Цюрихе установил национальный рекорд Сенегала на 800-метровой дистанции, показав результат 1:44,06 — рекорд до сих пор остаётся непобитым.
На Играх франкофонов 1989 года в Касабланке дважды поднимался на верхнюю ступень пьедестал почёта, победил в беге на 800 метров и в эстафете 4 × 400 метров.